# Dorfkirche Insel

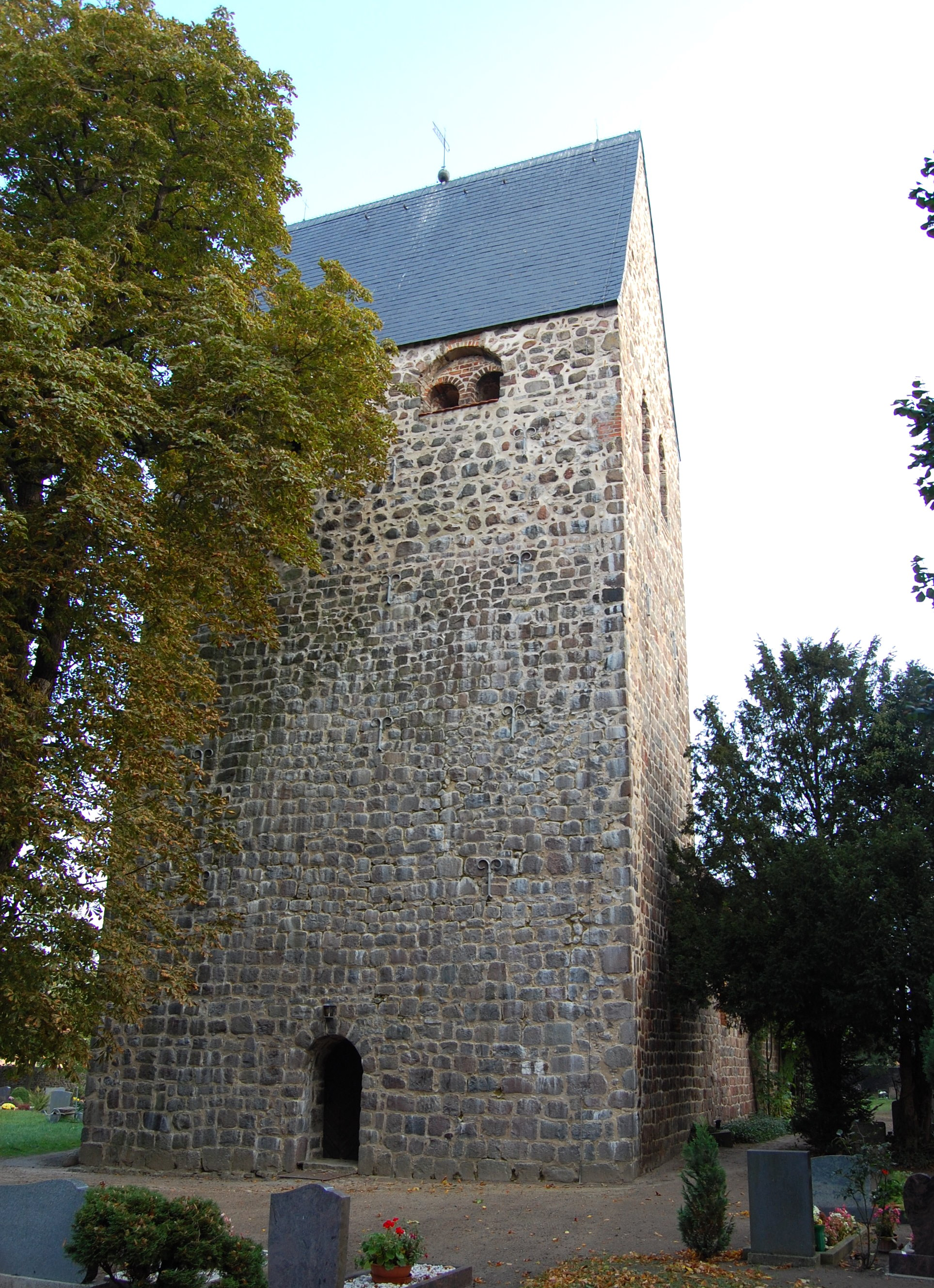
Dorfkirche Insel

Die Dorfkirche Insel ist die evangelische Kirche des zur Stadt Stendal gehörenden Dorfes Insel in Sachsen-Anhalt.

## Architektur und Geschichte
Die romanische Saalkirche entstand etwa um das Jahr 1172. Der Kirchturm wurde unmittelbar nach Fertigstellung des Schiffs mittels glatter Fuge westlich angefügt. Er wird von einem steilen Satteldach bedeckt. Das Glockengeschoss hat an seinen Giebelseiten als Spitzbögen gestaltete Schallöffnungen. Die Schallöffnungen an den Traufseiten sind als gekuppelte Rundbögen ausgeführt. Das Turmuntergeschoss hatte ursprünglich ein Tonnengewölbe. In das Kirchenschiff ist der Chor einbezogen. Als Baumaterial dienten sorgfältig behauene Feldsteine. Den Abschluss bildet eine Apsis mit drei romanischen Fenstern. An Nord- und Südseite der Kirche finden sich vermauerte rundbogige Portale mit sauber gearbeitetem Granitgewände. In der nördlichen Kirchenwand befinden sich zwei Rundbogenfenster in ihrem ursprünglichen Zustand mit einer lichten Breite von 20 cm. Die übrigen Fenster sind deutlich größer und als Stichbogen gestaltet. Sie entstanden in dieser Form bei einer umfangreichen Neugestaltung der Kirche 1745. An der Nordseite der Kirche ist eine Vorhalle in Fachwerkbauweise angebaut. Dieser Anbau entstand, wie auch eine gewölbte Gruft, ebenfalls bei den Umbauten des Jahres 1745.

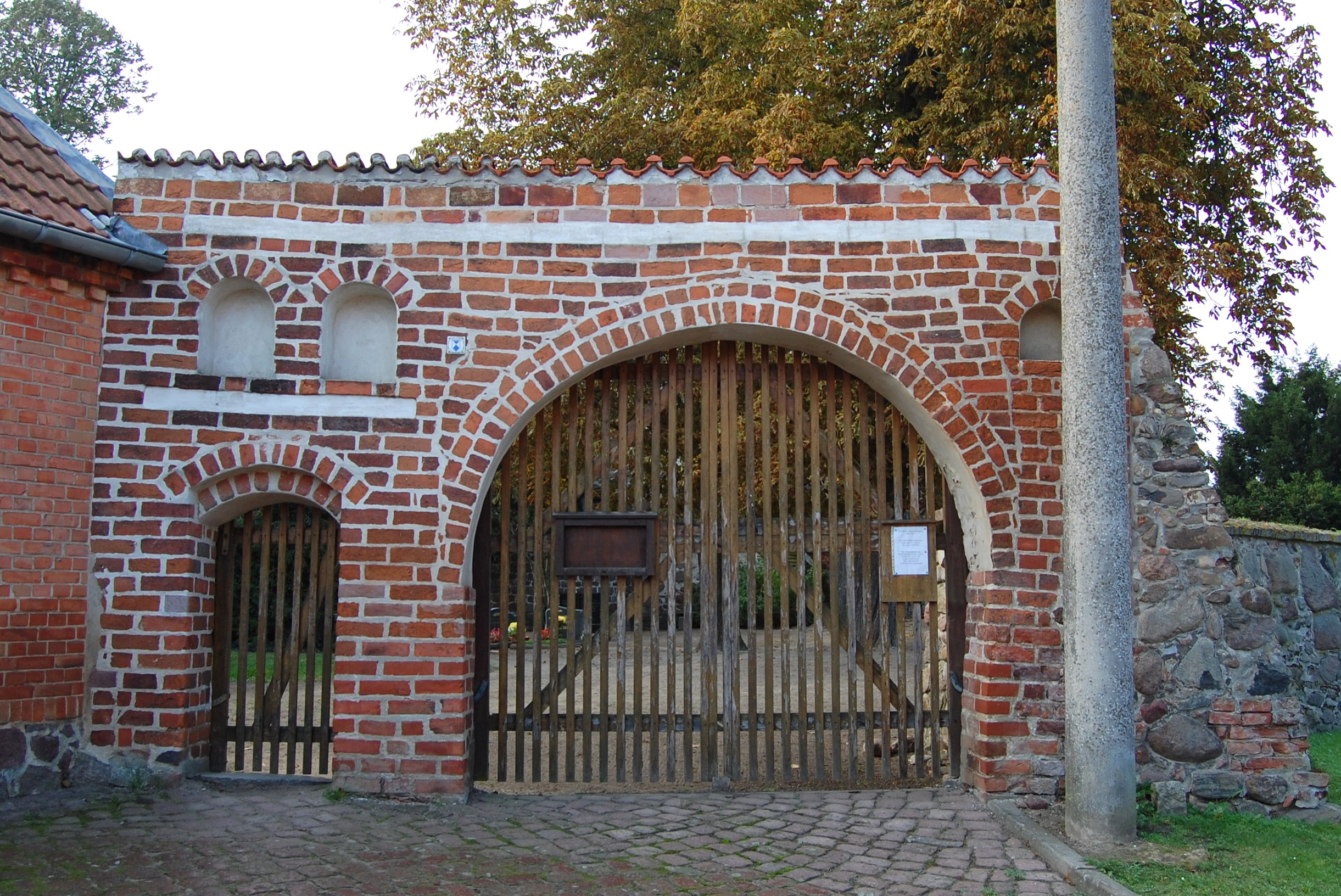
Tor zum Kirchhof

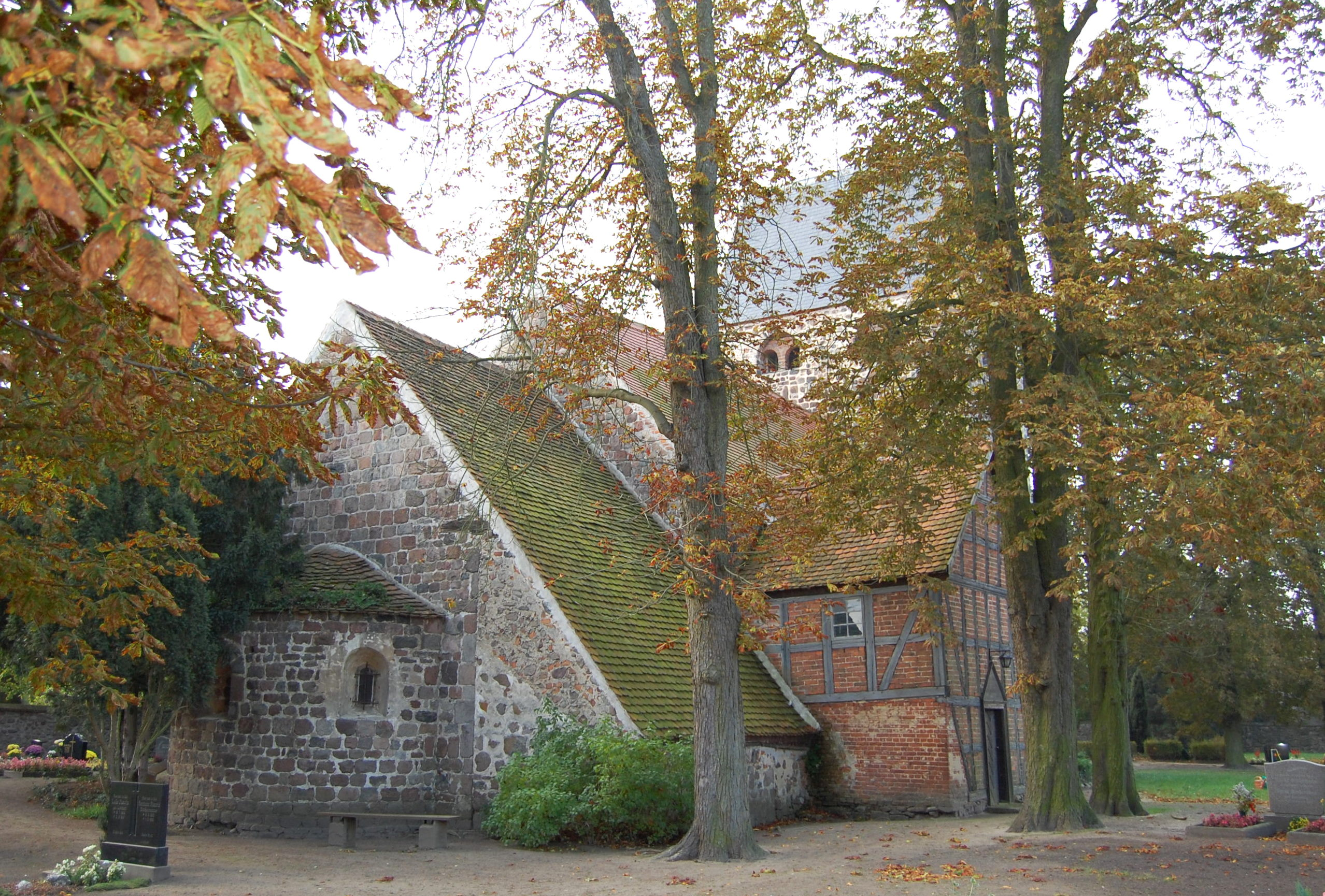
Blick aus nordöstlicher Richtung auf Apsis und Schiff

Anfang des 20. Jahrhunderts fand eine Restaurierung statt. Es wird angenommen, dass in dieser Zeit auch das rundbogige Westportal entstand.
Das Kircheninnere wird von einer flachen Decke überspannt. Schiff und Turm sind durch zwei Rundbogenarkaden verbunden. Als Ausstattung ist ein 1745 von Adamus Wildt geschaffenes, reich mit Schnitzereien verziertes Altarretabel bemerkenswert. Gemälde stellen dabei das Abendmahl, die Kreuzigung und die Auferstehung Christi dar. Ebenfalls in dieser Zeit entstand die gleichfalls reich mit Schnitzwerk gestaltete Kanzel, die ganz im Stile des Altars gehalten ist.
In der Kirche befindet sich das in Form einer Stele gearbeitete, mit Wappen und Inschrift versehene Epitaph der 1811 verstorbenen Marie Sophie Louise von Borstel.
Bemerkenswert ist das vermutlich bereits aus dem 16. Jahrhundert stammende aus Backstein gebaute Kirchhofsportal mit als Rundbogen gefasster Durchfahrt und einem segmentbogigen Durchlass für Fußgänger.